# Дьяково (Псковская область)
Дьяково — деревня в Ядровской волости Псковского района Псковской области.
Расположена в 22 км от города Пскова.
| 2001 | 2002 | 2010 | 2016 |
| ---- | ---- | ---- | ---- |
| 17   | ↘3   | ↗23  | ↗50  |